# Mark Millar (Comicautor)

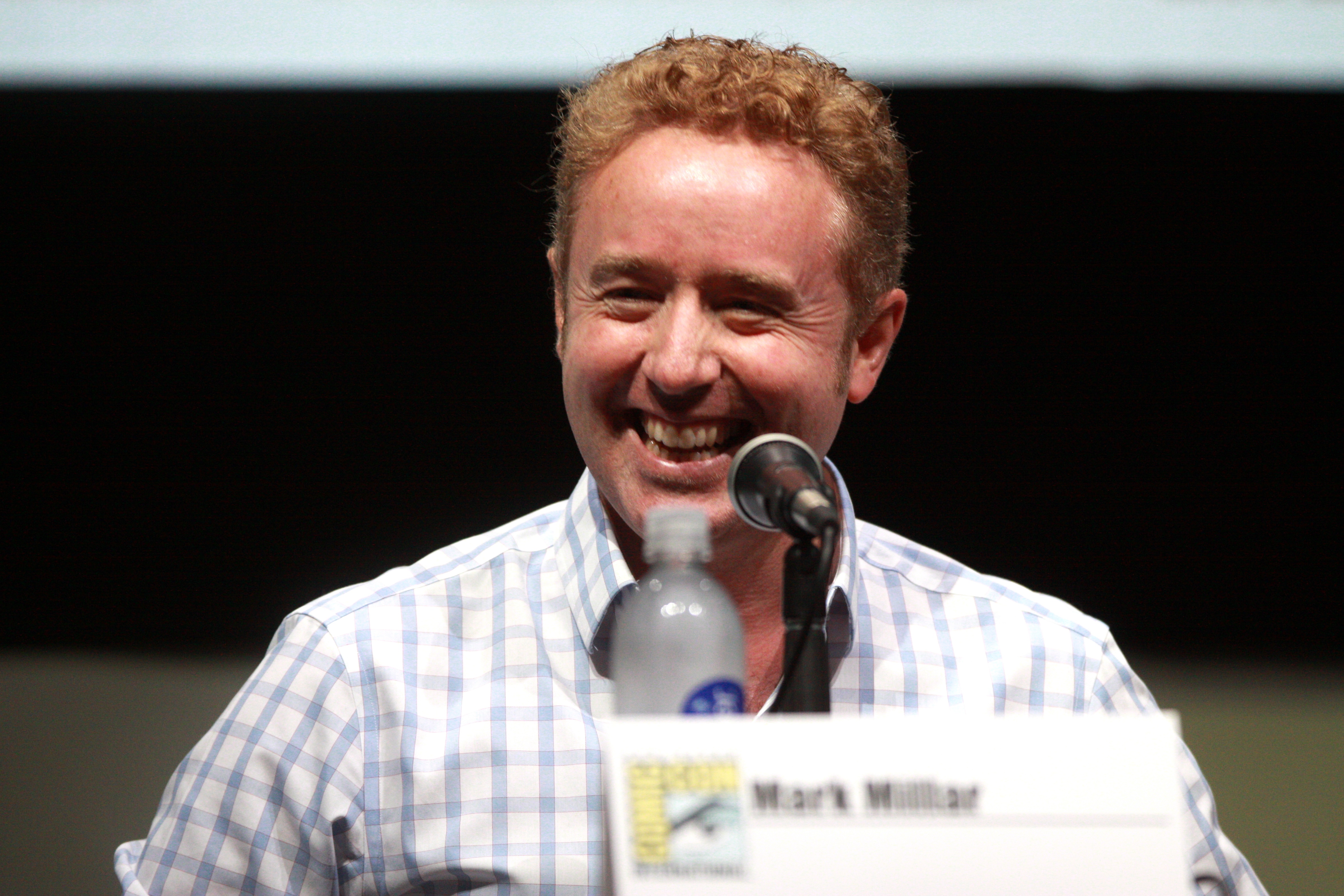
Mark Millar bei der Comic-Con 2013

Mark Millar MBE (* 24. Dezember 1969 in Coatbridge, Schottland) ist ein britischer Comicautor, dessen Werke Kick-Ass, Wanted und The Secret Service (als Kingsman: The Secret Service) auch verfilmt wurden.

## Karriere
Millar begann in den frühen 1990er Jahren als hauptberuflicher Comicautor zu arbeiten, nachdem er den Entschluss, diesen Beruf zu ergreifen, bereits in den 1980er Jahren nach einer Begegnung mit dem Autor Alan Moore gefasst hatte. Nachdem er sein Universitätsstudium vorzeitig abgebrochen hatte, erhielt er erste Engagements bei dem britischen Verlag Trident Comics, für den er ab 1990 – gemeinsam mit dem Zeichner Daniel Vallely – an der Serie Saviour („Erlöser“) zu arbeiten begann. Saviour, die mit Hilfe postmoderner Erzählmethoden eine eigenwillige Mischung aus Themen, wie Religion, Satire und „Superhelden-Abenteuer“ präsentierte, wurde binnen kurzer Zeit zur kommerziell erfolgreichsten Serie im Programm von Trident Comics.
Im weiteren Verlauf der frühen 1990er Jahre legte Millar eine Reihe von Geschichten für britische Comicmagazine wie 2000 AD, Sonic the Comic und Crisis vor. 1993 begann Millar eine langjährige künstlerische Partnerschaft mit dem Autor Grant Morrison, deren erster Ertrag der in 2000 AD publizierte Comicstrip Big Dave war.
1994 konnte Millar als Autor schließlich auch auf dem amerikanischen Markt Fuß fassen, als der in New York ansässige Großverlag DC Comics ihn als Schreiber der düsteren Horror-Serie Swamp Thing (#140–171) engagierte. Nach der Einstellung der Reihe folgten zunächst weitere Auftragsarbeiten für DC-Serien, wie JLA, The Flash (#130–138) und Aztek: The Ultimate Man, sowie an den Superman-Serien Action Comics, Adventures of Superman und Superman Adventures (#16, 19, 22–38, 41 und 52). Dabei agierte er auch häufig als Teil eines „Autoren-Tandems“ mit anderen Schreibern wie etwa Morrison (Flash) oder dem Kanadier Stuart Immonen (Action Comics). Als Ergänzung skriptete er Miniserien, wie JLA: Paradise Lost (1997), und One-Shots, wie Tangent: The Superman.
2000 übernahm Millar als Nachfolger von Warren Ellis die in DCs WildStorm-Imprint erscheinende Serie The Authority (#13–20, 22 und 27–29), für die er mit dem Zeichner Frank Quitely gepaart wurde. Nachdem er 2001 den graphischen Roman Superman: Red Son, der das Superman-Thema in die Sowjetunion verlagert, vorgelegt hatte, kam es schließlich zum vorläufigen Bruch zwischen Millar und DC aufgrund von „künstlerischen Differenzen“ zwischen Millar und DCs Präsidenten Paul Levitz über The Authority, in deren Folge Millar DC verließ.
Millar wechselte im selben Jahr zu DCs Konkurrenten Marvel Comics, wo er die Reihe Ultimate X-Men (#1–12, 15–33) ins Leben rief, die sich als derart erfolgreich erwies, dass er 2002 die Serie The Ultimates nachschieben konnte. Es folgten Wolverine (2005; #20–32; mit John Romita Junior), Marvel Knights Spider-Man (#1–12) und Ultimate Fantastic Four (#1–6, 21–32). Zeichner, mit denen er dabei zusammenarbeitete, waren unter anderem Brian Michael Bendis, Terry Dodson (Marvel Knights Spider-Man) und Greg Land. Sein jüngstes Comicprojekt war die siebenteilige Miniserie Civil War (mit Zeichner Steve McNiven), die 2006 als Marvels „Sommer-Crossover“ auf den Markt kam.
2004 schuf Millar die Reihe Wanted, die 2007/2008 von Universal Pictures mit Morgan Freeman und Angelina Jolie in den Hauptrollen verfilmt wurde. Das Projekt einer im Horror-Genre angesiedelten Fernsehserie für den britischen Sender Channel Four wurde indessen bereits in der Pre-Production eingestellt.
In seinem persönlichen Label „Millarworld“ produzierte Millar persönliche Projekte wie The Unfunnies (#1–4), Chosen, Run, die er über verschiedene Verlage wie Image Comics oder Marvel Comics auf den Markt brachte.

## Privates
Gegenwärtig lebt Millar in Glasgow, Schottland.

## Auszeichnungen
- Im Juni 2013 wurde er von Königin Elisabeth II. für seine Verdienste mit dem MBE ausgezeichnet.[1]
- Panini Comics, der Verlag der deutschsprachigen Veröffentlichungen von Millar, startete 2016 mit der Mark Millar Collection eine eigenständige Hardcover-Reihe, die dem Autor und seinen Werken gewidmet ist.